# Ron Grenda
Ronald „Ron“ Grenda (* 13. November 1938 in Melbourne) ist ein ehemaliger australischer Bahnradsportler.
Ron Grenda war ein Bahnradsportler, der vorwiegend Sechstagerennen bestritt. Zwischen 1960 und 1966 startete er bei 17 Sechstagerennen, von denen er drei gewann. Zudem errang er dreimal den australischen Meistertitel im Sprint, und 1971 gewann er das populäre heimische Straßenrennen Latrobe Wheel Race. 1963 wurde er Radsportler des Jahres in Australien.
Ron Grenda entstammt einer Radsportfamilie. Sein Cousin Alfred Grenda war ebenfalls Sechstagefahrer, sein Sohn ist Michael Grenda und sein Enkel Ben Grenda.

## Ehrungen
1963 wurde Grenda mit der Sir Hubert Opperman Trophy als Australiens „Radsportler des Jahres“ ausgezeichnet.